# Смирнов Дмитро Олександрович (футболіст, 1980)
Дмитро Олександрович Смирнов (рос. Дмитрий Александрович Смирнов, 13 серпня 1980, Москва) — російський футболіст, півзахисник тульського «Арсенала». Всього у російській Прем'єр-Лізі провів 147 матчів, забив 15 м'ячів.

## Досягнення

### Командні
- Володар Кубка Росії: 2002/2003
- Переможець Першого дивізіону: 2005
- Срібний призер Першого дивізіону: 2000
- Фіналіст Кубка Прем'єр-ліги: 2003

### Особисті
- Найкращий бомбардир «Луч-Енергії» за сезон: 2005 (19 м'ячів)